# Rhizedra crassicornis
Rhizedra crassicornis là một loài bướm đêm trong họ Noctuidae.